# Robotron 1715

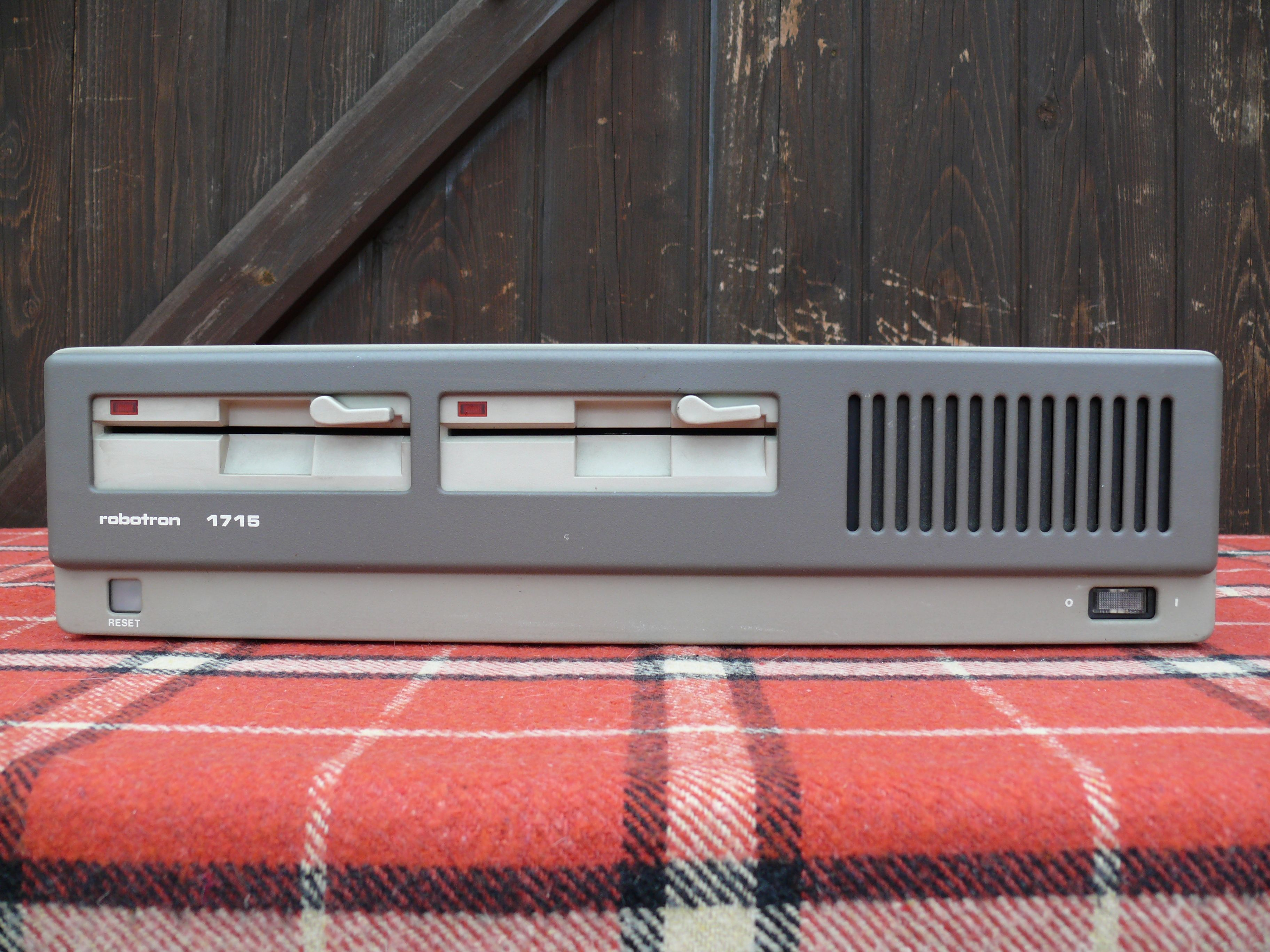
Robotron 1715

Robotron 1715 — 8-разрядный персональный компьютер производства ГДР. Производился на заводе VEB Robotron. Существовало две модели компьютера, различающиеся одной буквой в названии — 1715 и 1715W (1715М в СССР), но имеющие значительные различия в устройстве и характеристиках.

## Технические характеристики
- Процессор: U880[англ.] (аналог Zilog Z80) на частоте 2,5 МГц для 1715 и 4 МГц для 1715W
- ОЗУ: 64 Кбайт (в 1715W расширяемое до 256 Кбайт)
- ПЗУ: 2 Кбайт, содержит загрузчик системы с дискеты или последовательного порта
- Видеорежимы: текстовые, 64 × 16 и 80 × 24 (25) символов (видеоконтроллер Intel 8275); два переключаемых ПЗУ знакогенератора для модели 1715 (в СССР второе ПЗУ содержало русский шрифт), ОЗУ знакогенератора для 1715W
- Монитор: монохромный, зелёного свечения с двумя градациями яркости
- Накопители: два встроенных 5¼-дюймовых дисковода, 800 КБ (обычной плотности) K5601 (TEAC FD55GR); контроллеры дисковода полностью разные для 1715 и 1715W. В первых моделях стояли 1-сторонние дисководы 400 кБ.
- Клавиатура: 97 клавиш плюс 15 функциональных; представляла собой отдельный компьютер, собранный на том же процессоре U880; интерфейс взаимодействия с системным блоком - последовательный.
- Мышь: отсутствует
- Звук: отсутствует.
- Порт принтера — последовательный, стандарт RS-232
- Блок питания: встроенный
- Размеры системного блока: 50 × 40 × 14 см, горизонтальное размещение
- Вес: 12,8 кг

## Программное обеспечение

### Операционная система

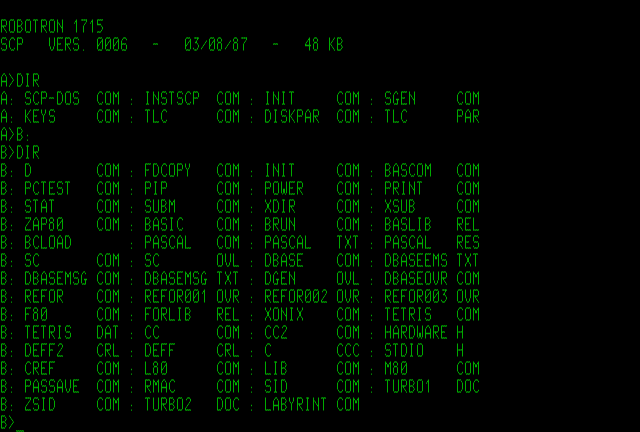
Скриншот рабочего экрана Robotron1715

Операционная система — SCP (CP/M-совместимая). 

### Прикладные программы
Ниже описаны типовые прикладные программы отечественной разработки. Разработку программ для Robotron осуществляли НИИ городов Калинина и Таллина.

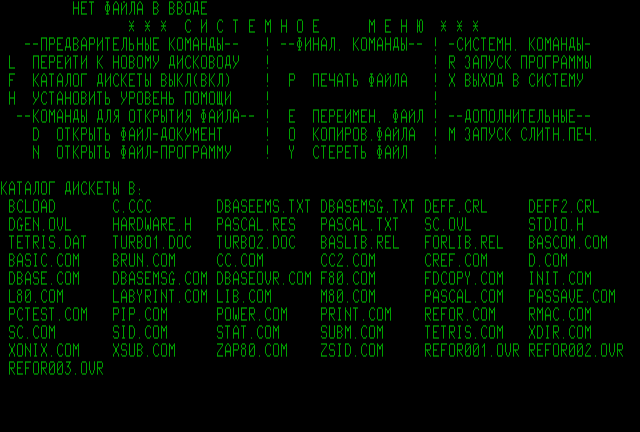
Внешний вид стартового экрана редактора REFOR Robotron 1715

Текстовый редактор — РЕФОР (редактор-форматтер) являлся адаптированной версией редактора WordStar и предоставлял по тем временам поистине колоссальные возможности. РЕФОР состоит из пяти меню: работа с файлами, команды позиционирования курсора, команды форматирования, печать, справочная информация. Имелась поддержка временного выхода в ОС для выполнения файловых операций. Помимо расширенных средств форматирования и подготовки к печати, редактор имеет возможность вставки переменных. Это позволяло использовать редактор на предприятиях для подготовки типовых бланков, с неопределенными ключевыми значениями, которые определялись перед печатью (что позволяло автоматизировать создание документов).
Данный продукт был широко распространен среди владельцев Robotron из-за своей относительной простоты и богатства возможностей (на то время). Редактор корректно работал с кириллицей, в том числе и при печати. Позволял использовать все возможности входящего в комплект принтера, имеющего порядка пяти различных шрифтов, надстрочные и подстрочные символы, а также нескольких стилей. Программа позволяла задавать колонтитулы и колонцифры, а специальные условные команды (начинающиеся с точки в первой позиции строки) позволяли избавляться от висящих строк, заголовков, резервировать место для рисунков, начинать новую страницу и т. п., разбивать проект на несколько файлов.
В научных лабораториях широко использовались различные дополнения, позволяющие выводить на печать тексты РЕФОР с встроенными графиками (принтер поддерживал графический вывод), печать в два прохода для повышения яркости печати и т.п.
Существовала модификация редактора РЕФОР, которая носила название РЕФОРБ. Основным отличием было то, что если РЕФОР для вывода на экран использовал стандартные функции BIOS, то РЕФОРБ напрямую работал с видеопамятью, за счёт чего существенно возросло быстродействие программы.
Табличный процессор — ВАРИТАБ (вариантная таблица). Данная программа представляет собой адаптированную для Robotron версию популярной электронной таблицы SuperCalc. ВАРИТАБ занимает на диске 64 Кбайта и имеет 19 команд, вводимых в диалоговом режиме. Максимальный объём таблицы: 254 строки и 63 столбца. Имеются все основные средства для работы с данными, такие как ввод строк и чисел, математические выражения (в том числе использование готовых функций) форматирование результатов.
СУБД были представлены двумя продуктами: КАРТ1715 (картотека) и РЕБУС (реляционная база данных). Первый продукт по сути не является базой данных и представляет собой упрощенное средство для организации цифровой картотеки. Единственная возможность, схожая с БД — определение пользователем набора полей данных, их типа и длины. РЕБУС — реляционная база данных, представляет собой адаптацию популярной СУБД dBase II. Данный продукт имеет 62 команды и 14 функций, обеспечивающих практически все возможности для полноценной реляционной модели данных.
Работа была возможна только в текстовом режиме. Для имитации графических элементов в интерфейсе пользователя использовалась псевдографика, возможности которой у Robotron 1715 были очень слабые (см. также ASCII art).

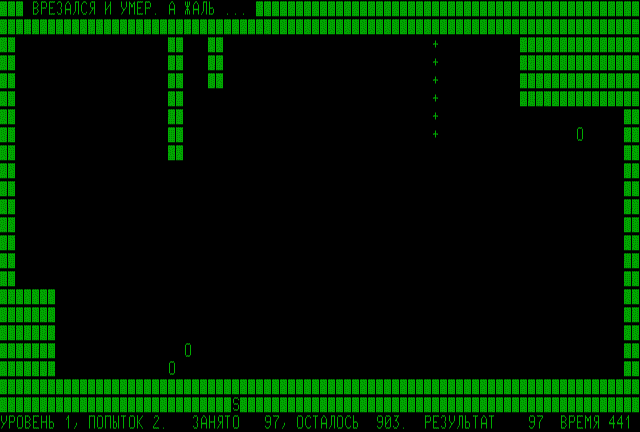
Скриншот игры XONIX Robotron 1715